# Liste der Bodendenkmäler in Feldkirchen-Westerham
Auf dieser Seite sind die Bodendenkmäler in der oberbayerischen Gemeinde Feldkirchen-Westerham zusammengestellt. Diese Tabelle ist eine Teilliste der Liste der Bodendenkmäler in Bayern. Grundlage ist die Bayerische Denkmalliste, die auf Basis des Bayerischen Denkmalschutzgesetzes vom 1. Oktober 1973 erstmals erstellt wurde und seither durch das Bayerische Landesamt für Denkmalpflege geführt wird. Die folgenden Angaben ersetzen nicht die rechtsverbindliche Auskunft der Denkmalschutzbehörde.

## Bodendenkmäler in Feldkirchen-Westerham
| Lage       | Objekt | Akten-Nr.     | Bild |
| ---------- | --- | ------------- | ---- |
| (Standort) | Straße der römischen Kaiserzeit (Teilstück der Trasse Augsburg–Salzburg).                                                                                                   | D-1-8036-0050 |      |
| (Standort) | Burgstall des Mittelalters. | D-1-8036-0051 |      |
| (Standort) | Turmhügel oder Kalkbrennofen des Mittelalters oder der Neuzeit. | D-1-8036-0052 |      |
| (Standort) | Straße der römischen Kaiserzeit mit begleitenden Materialentnahmegruben (Teilstück der Trasse Augsburg–Salzburg).                                                           | D-1-8036-0074 |      |
| (Standort) | Untertägige mittelalterliche und frühneuzeitliche Befunde und Funde im Bereich der katholischen Filialkirche Mariä Opferung in Oberreit mit aufgelassenem Friedhof.         | D-1-8036-0111 |      |
| (Standort) | Untertägige mittelalterliche und frühneuzeitliche Befunde im Bereich von Schloss Altenburg und seiner Vorgängerbauten mit zugehörigem Wirtschaftshof.                       | D-1-8036-0113 |      |
| (Standort) | Körpergräber (Steinplattengräber) des frühen Mittelalters sowie abgegangene Kapelle des Mittelalters oder der frühen Neuzeit („St. Peter“).                                 | D-1-8037-0052 |      |
| (Standort) | Körpergräber (u. a. Steinplattengräber) des frühen und hohen Mittelalters.                                                                                                  | D-1-8037-0053 |      |
| (Standort) | Untertägige spätmittelalterliche und frühneuzeitliche Befunde und Funde im Bereich der katholischen Pfarrkirche St. Michael in Großhöhenrain.                               | D-1-8037-0055 |      |
| (Standort) | Turmhügel des Mittelalters. | D-1-8037-0056 |      |
| (Standort) | Burgstall des Mittelalters und abgegangene Kapelle des Mittelalters oder der Neuzeit.                                                                                       | D-1-8037-0062 |      |
| (Standort) | Untertägige mittelalterliche und frühneuzeitliche Befunde im Bereich der katholischen Pfarrkirche St. Laurentius in Feldkirchen und ihrer Vorgängerbauten.                  | D-1-8037-0071 |      |
| (Standort) | Untertägige mittelalterliche und frühneuzeitliche Befunde im Bereich von Schloss Höhenrain und seiner Vorgängerbauten.                                                      | D-1-8037-0073 |      |
| (Standort) | Untertägige mittelalterliche und frühneuzeitliche Befunde und Funde im Bereich der katholischen Filialkirche St. Bartholomäus in Kleinhöhenrain mit aufgelassenem Friedhof. | D-1-8037-0075 |      |
| (Standort) | Untertägige mittelalterliche und frühneuzeitliche Befunde und Funde im Bereich der katholischen Filialkirche St. Vitus in Unterlaus und ihrer Vorgängerbauten.              | D-1-8037-0077 |      |
| (Standort) | Untertägige mittelalterliche und frühneuzeitliche Befunde und Funde im Bereich der katholischen Filialkirche Hl. Dreifaltigkeit in Thal.                                    | D-1-8037-0080 |      |
| (Standort) | Untertägige mittelalterliche und frühneuzeitliche Befunde und Funde im Bereich der katholischen Filialkirche Mariä Verkündigung in Elendskirchen.                           | D-1-8037-0082 |      |
| (Standort) | Untertägige mittelalterliche und frühneuzeitliche Befunde und Funde im Bereich der katholischen Filialkirche St. Magdalena und Korbinian in Unteraufham.                    | D-1-8037-0088 |      |
| (Standort) | Körpergräber des frühen Mittelalters. | D-1-8037-0094 |      |
| (Standort) | Burgstall des hohen und späten Mittelalters („Kraxlburg“). | D-1-8136-0058 |      |
| (Standort) | Burgstall des Mittelalters („Sternegg“). | D-1-8137-0026 |      |
| (Standort) | Burgstall des hohen Mittelalters („Neuburg“) | D-1-8137-0027 |      |
| (Standort) | Körpergräber des Endneolithikums oder der frühen Bronzezeit sowie des frühen Mittelalters.                                                                                  | D-1-8137-0031 |      |
| (Standort) | Verebnete Grabhügel vorgeschichtlicher Zeitstellung. | D-1-8137-0054 |      |
| (Standort) | Reihengräberfeld des frühen Mittelalters. | D-1-8137-0072 |      |
| (Standort) | Untertägige mittelalterliche und frühneuzeitliche Befunde und Funde im Bereich der katholischen Pfarrkirche Mariä Himmelfahrt in Vagen und ihrer Vorgängerbauten.           | D-1-8137-0129 |      |
| (Standort) | Untertägige frühneuzeitliche Befunde und Funde im Bereich von Schloss Vagen mit zugehörigen Ökonomiegebäuden.                                                               | D-1-8137-0130 |      |
| (Standort) | Untertägige mittelalterliche und frühneuzeitliche Befunde und Funde im Bereich der katholischen Filialkirche St. Nikolaus in Feldolling und ihrer Vorgängerbauten.          | D-1-8137-0132 |      |
| (Standort) | Untertägige mittelalterliche und frühneuzeitliche Befunde und Funde im Bereich der katholischen Filialkirche St. Peter und Paul in Westerham.                               | D-1-8137-0134 |      |